# Leefbaar Eindhoven
Leefbaar Eindhoven is een lokale politieke partij die tussen 2002 en 2022 in de gemeenteraad van Eindhoven vertegenwoordigd was.

## Achtergrond
Oprichter van de partij is Ad Pastoor, die zich afsplitste van de VVD in Eindhoven. Leefbaar Eindhoven (LE) stelde zich voor de eerste keer verkiesbaar voor de gemeenteraadsverkiezingen van maart 2002. Het was toen een van de lokale zogeheten Leefbaren die in één klap zeer succesvol binnenkwamen. LE kwam met negen zetels in de gemeenteraad, was de grootste partij van de stad en vormde een coalitie met CDA, D66, GroenLinks en het Ouderen Appèl Eindhoven. Op 13 mei 2002 werden in Eindhoven zes wethouders geïnstalleerd, waaronder Pastoor en Wim Claassen van Leefbaar Eindhoven.
Op 26 september 2005 stapten de wethouders van Leefbaar Eindhoven op. Aanleiding was de selectieprocedure die gehanteerd werd bij onder meer de nieuwbouwwijk Meerhoven en het muziekcentrum de Effenaar. Over Pastoor, onder wiens portefeuille deze zaken vielen, werd gesuggereerd dat hij lokale bouwondernemingen voordeel had gegeven. De gemeente Eindhoven, in de persoon van toenmalig burgemeester Alexander Sakkers raakte met Pastoor in conflict. Eindhoven voerde verschillende onderzoeken uit die in totaal € 2 miljoen kostten, maar tot een rechtszaak kwam het niet; in 2007 tekenden Sakkers en Pastoor de vrede.
Een jaar later, in 2008, deed Leefbaar Eindhoven voor de tweede maal mee aan de lokale verkiezingen en behaalde ze drie gemeenteraadszetels. In 2010 haalde LE 1 zetel, maar de partij verdween uit de raad nadat Leefbaar-raadslid Kees Rijnders onder de nieuwe naam Samen Eindhoven verderging. Tijdens de gemeenteraadsverkiezingen van 2014 heeft Leefbaar Eindhoven onder aanvoering van Geert Geerts 2 zetels gehaald.

## Trivia
In 2007 liet een lid van Leefbaar Eindhoven zijn hond de gemeenteraad toespreken over een plan om honden permanent aan te lijnen en te zorgen dat hondenbezitters poepzakjes bij zich dragen.